# Tổng thống Hy Lạp
Tổng thống nước Cộng hòa Hy Lạp (tiếng Hy Lạp: Πρόεδρος της Ελληνικής Δημοκρατίας) là người đứng đầu nhà nước của Hy Lạp. Tổng thống được Quốc hội Hy Lạp bầu chọn, và vai trò chủ yếu là mang tính nghi lễ kể từ khi cải cách hiến pháp năm 1986. Chức vụ này được chính thức thành lập theo Hiến pháp của Hy Lạp trong năm 1975, nhưng có tiền lệ trong Đệ nhị cộng hòa Hy Lạp 1924-1935 và nước cộng hòa được thành lập bởi chính quyền quân sự của Hy Lạp trong 1973-1974.
Tổng thống hiện tại của Hy Lạp là bà Konstantinos Tasoulas, nhậm chức ngày 13 tháng 3 năm 2025.

## Quyền lực
Các tổng thống là tổng tư lệnh các lực lượng vũ trang trên danh nghĩa của Hy Lạp và giữ vị trí đầu tiên trong thứ tự ưu tiên của đất nước. Mặc dù Hiến pháp Hy Lạp năm 1974 trao tổng thống quyền lực đáng kể trên giấy tờ, trên thực tế, tổng thống chỉ giữ một vai trò chủ yếu là mang tính nghi lễ; Thủ tướng Hy Lạp là người điều hành hoạt động của chính phủ Hy Lạp và là nhân vật chính trị hàng đầu của đất nước. Vai trò của tổng thống được chính thức đưa vào phù hợp với thực hành thực tế của việc sửa đổi hiến pháp 1986, trong đó giảm quyền hạn chính thức của chức vụ này.

## Danh sách tổng thống Hy Lạp

### Đệ nhất Cộng hòa Hy Lạp(1822-1832)
| Tên tổng thống | Tên tổng thống                    | Tên tổng thống                                                | Nhiệm kỳ             | Nhiệm kỳ             | Nhiệm kỳ            | Title                                  |
| №              | Chân dung                         | Tên (Năm sinh–Năm mất)                                        | Bắt đầu nhiệm kỳ     | Kết thúc nhiệm kỳ    | Thời gian tại nhiệm | Title                                  |
| -------------- | --------------------------------- | ------------------------------------------------------------- | -------------------- | -------------------- | ------------------- | -------------------------------------- |
| 1              |                                   | Alexandros Mavrokordatos Αλέξανδρος Μαυροκορδάτος (1791–1865) | 13 tháng 1, 1822     | 10 tháng 5 năm 1823  | 1 năm, 117 ngày     | President of the Executive             |
| 2              |                                   | Petrobey Mavromichalis Πέτρομπεης Μαυρομιχάλης (1765–1848)    | 10 tháng 5 năm 1823  | 31 tháng 12 năm 1823 | 235 ngày            | President of the Executive             |
| 3              | Tập tin:Georgios Kountourioti.jpg | Georgios Kountouriotis Γεώργιος Κουντουριώτης (1782–1858)     | 31 tháng 12 năm 1823 | 26 tháng 4 năm 1826  | 2 năm, 116 ngày     | President of the Executive             |
| 4              |                                   | Andreas Zaimis Ανδρέας Ζαΐμης (1791–1840)                     | 26 tháng 4 năm 1826  | 14 tháng 4 năm 1827  | 353 ngày            | President of the Government Commission |

### Đệ nhị Cộng hòa Hy Lạp(1924-1935)
Ghi chú
| Tổng thống | Tổng thống          | Tổng thống                                                    | Nhiệm kỳ             | Nhiệm kỳ                       | Nhiệm kỳ                     | Thời gian tại nhiệm | Đảng phái |
| №          | Chân dung           | Tên (Năm sinh–Năm mất)                                        | Đắc cử               | Bắt đầu nhiệm kỳ               | Kết thúc nhiệm kỳ            | Thời gian tại nhiệm | Đảng phái |
| ---------- | ------------------- | ------------------------------------------------------------- | -------------------- | ------------------------------ | ---------------------------- | ------------------- | --------- |
| 1          |                     | Đô đốc Pavlos Kountouriotis Παύλος Κουντουριώτης (1855–1935)  | 1924                 | 25 tháng 3 năm 1924            | 6 tháng 4 năm 1926 (từ chức) | 2 năm, 12 ngày      | Quân nhân |
| 2          |                     | Trung tướng Theodoros Pangalos Θεόδωρος Πάγκαλος (1878–1952)  | —                    | 6 tháng 4 năm 1926             | 18 tháng 4 năm 1926          | 138 ngày            | Quân nhân |
| 2          | 1926                | Trung tướng Theodoros Pangalos Θεόδωρος Πάγκαλος (1878–1952)  | 18 tháng 4 năm 1926  | 22 tháng 8 năm 1926 (lật đổ)   |                              | 138 ngày            | Quân nhân |
| (1)        |                     | Admiral Pavlos Kountouriotis Παύλος Κουντουριώτης (1855–1935) | —                    | 22 tháng 8 năm 1926            | 24 tháng 8 năm 1926          | 3 năm, 108 ngày     | Quân nhân |
| (1)        | 18 tháng 4 năm 1926 | Admiral Pavlos Kountouriotis Παύλος Κουντουριώτης (1855–1935) | —                    | 10 tháng 12 năm 1929 (từ chức) |                              | 3 năm, 108 ngày     | Quân nhân |
| 3          |                     | Alexandros Zaimis Αλέξανδρος Ζαΐμης (1855–1936)               | —                    | 10 tháng 12 năm 1929           | 14 tháng 12 năm 1929         | 5 năm, 304 ngày     | Độc lập   |
| 3          | 1929 1933           | Alexandros Zaimis Αλέξανδρος Ζαΐμης (1855–1936)               | 14 tháng 12 năm 1929 | 10 tháng 10 năm 1935 (lật đổ)  |                              | 5 năm, 304 ngày     | Độc lập   |

### Đệ tam Cộng hòa Hy Lạp(1974-nay)
Ghi chú
| Tổng thống | Tổng thống | Tổng thống                                                         | Nhiệm kỳ            | Nhiệm kỳ             | Nhiệm kỳ                      | Thời gian tại nhiệm | Đảng phái                                |
| №          | Chân dung  | Tên (Năm sinh–Năm mất)                                             | Đắc cử              | Bắt đầu nhiệm kỳ     | Kết thúc nhiệm kỳ             | Thời gian tại nhiệm | Đảng phái                                |
| ---------- | ---------- | ------------------------------------------------------------------ | ------------------- | -------------------- | ----------------------------- | ------------------- | ---------------------------------------- |
| 1          |            | Michail Stasinopoulos Μιχαήλ Στασινόπουλος (1903–2002)             | 1974                | 18 tháng 12 năm 1974 | 19 tháng 7 năm 1975           | 213 ngày            | Đảng Tân Dân chủ                         |
| 2          |            | Konstantinos Tsatsos Κωνσταντίνος Τσάτσος (1899–1987)              | 1975                | 19 tháng 7 năm 1975  | 10 tháng 5 năm 1980           | 4 năm, 296 ngày     | Đảng Tân Dân chủ                         |
| 3          |            | Konstantinos Karamanlis Κωνσταντίνος Καραμανλής (1907–1998)        | 1980                | 10 tháng 5 năm 1980  | 10 tháng 3 năm 1985 (từ chức) | 4 năm, 304 ngày     | Đảng Tân Dân chủ                         |
| —          |            | Ioannis Alevras Ιωάννης Αλευράς (1912–1995)                        | —                   | 10 tháng 3 năm 1985  | 30 tháng 3 năm 1985           | 20 ngày             | PASOK                                    |
| 4          |            | Christos Sartzetakis Χρήστος Σαρτζετάκης (1929–2022)               | 1985                | 30 tháng 3 năm 1985  | 4 tháng 5 năm 1990            | 5 năm, 35 ngày      | Độc lập                                  |
| (3)        |            | Konstantinos Karamanlis Κωνσταντίνος Καραμανλής (1907–1998)        | 1990                | 5 tháng 5 năm 1990   | 10 tháng 3 năm 1995           | 4 năm, 310 ngày     | Độc lập sau chuyển sang Đảng Tân Dân chủ |
| 5          |            | Konstantinos Stephanopoulos Κωνσταντίνος Στεφανόπουλος (1926–2016) | 1995                | 10 tháng 3 năm 1995  | 10 tháng 3 năm 2000           | 10 năm, 2 ngày      | Độc lập                                  |
| 5          | 2000       | Konstantinos Stephanopoulos Κωνσταντίνος Στεφανόπουλος (1926–2016) | 10 tháng 3 năm 2000 | 12 tháng 3 năm 2005  |                               | 10 năm, 2 ngày      | Độc lập                                  |
| 6          |            | Karolos Papoulias Κάρολος Παπούλιας (1929–2021)                    | 2005                | 12 tháng 3 năm 2005  | 12 tháng 3 năm 2010           | 10 năm, 1 ngày      | PASOK                                    |
| 6          | 2010       | Karolos Papoulias Κάρολος Παπούλιας (1929–2021)                    | 12 tháng 3 năm 2010 | 13 tháng 3 năm 2015  | Độc lập sau chuyển sang PASOK | 10 năm, 1 ngày      |                                          |
| 7          |            | Prokopis Pavlopoulos Προκόπης Παυλόπουλος (1950–)                  | 2014–15             | 13 tháng 3 năm 2015  | 13 tháng 3 năm 2020           | 5 năm, 0 ngày       | Đảng Tân Dân chủ                         |
| 8          |            | Katerina Sakellaropoulou Κατερίνα Σακελλαροπούλου (1956–)          | 2019–20             | 13 tháng 3 năm 2020  | Đương nhiệm                   | 5 năm, 11 ngày      | Độc lập                                  |